# Ligue des champions de futsal de la FEF
La Ligue des champions de la FEF (FEF Champions League) est une compétition annuelle de futsal organisée par la Fédération européenne de futsal (FEF) et regroupant les meilleurs clubs du continent européen. Il s'agit de l'équivalent de la Ligue des champions de futsal de l'UEFA, fédération de football organisant aussi le futsal européen en parallèle.
La FEF Champions League est une compétition qui présente la particularité de réunir, sur un même plateau, les meilleures clubs européennes masculins et féminins de futsal.

## Histoire

### FEF Champions League (depuis 2017)
L'édition 2021 est organisée en Turquie à Antalya. Antalya 1207 Sport en féminines et Stolista Futsal chez les hommes remportent la compétition.
La Ligue des champions de la FEF 2022 a lieu du 19 au 23 avril 2022 et est organisée par le Nantes Métropole Futsal (NMF) au CREPS des Pays-de-la-Loire à La Chapelle-sur-Erdre, au nord de Nantes. Originellement, 24 équipes devaient participer à la compétition continentale, mais le plateau est sérieusement revu à la baisse en raison de la guerre en Ukraine et de la crise sanitaire. Dix équipes s’affrontent : six équipes masculines et quatre équipes féminines. Chez les filles, la section féminine du NMF, vainqueure des phases finales de la Coupe de France organisée par l’Association Française de Futsal (AFF), en novembre 2021 affronte Barcelone Futsal Beats (champion d’Espagne), Teia Futbol Cinc (champion de Catalogne) et les Nîmoises du Futsal Marguerittois (vice-championnes de France et d’Europe). Côté messieurs, six équipes briguent le trophée : Barcelone, Dublin, Novara (Italie) et les Français de Château-Renault (USR Futsal) et d’Échirolles (FC Picasso).

## Format
En 2022, avec moins d'équipes à cause du Covid, les garçons sont répartis en deux poules de trois avec une formule de qualification puis les demi-finales et la finale, tandis que le tournoi féminin fonctionne avec un système de championnat puis une finale pour les deux premières.
Les vainqueurs décrochent également un billet pour la prochaine Coupe intercontinentale.

## Palmarès

### Palmarès par édition de la Ligue des champions FEF
| Édition    | Lieu                       | Féminine              | Masculine           |
| ---------- | -------------------------- | --------------------- | ------------------- |
| 2018-2019  | Marguerittes et Famagouste | Toulouse Métropole FC | Vauvert / St-Gilles |
| 2019-2020  | Marguerittes               |                       |                     |
| 2020-2021, | Antalya                    | Antalya 1207 Sport    | Stolista Futsal     |
| 2022       | Nantes                     | Nantes MF             | US renaudine futsal |

### Détails du palmarès masculin
| Lieu               | Année | Champion                          | Vice-Champion                  | Troisième                | Quatrième                  | Cinquième                | Sixième                       | Septième                      | Huitième                   | Neuvième             | Dixième                 | Onzième          | Douzième                   |
| ------------------ | ----- | --------------------------------- | ------------------------------ | ------------------------ | -------------------------- | ------------------------ | ----------------------------- | ----------------------------- | -------------------------- | -------------------- | ----------------------- | ---------------- | -------------------------- |
| Jaén               | 1991  | Jaén FS Oliva Secavi (Jaén)       | Correio da Manha (Lisbonne)    | Kosmos Netopyr (Havirov) | Mayak (Tallinn)            | Har-Yam Haifa            | Idea Tours                    | AS Milano                     | Colne Sport                | Trinite Futsal       |                         |                  |                            |
| Setúbal / Lisbonne | 1992  | Jaén FS Oliva Secavi (Jaén)       | Estrelas da Avenida (Lisbonne) | Maja Senica (Bratislava) | Almaz Alrosa (Mirny)       | Hargita Futsal Budapest  | ASPTT Cannes (06)             | GS Danypel Milano             | -                          | -                    |                         |                  |                            |
| Palma de Majorque  | 1993  | Correio da Manha (Lisbonne)       | Buades Electricista            | PD Senica                | Bat (Havirov)              | Almaz Alrosa (Mirny)     | ASPTT Cannes (06)             | Danypel Milano Futsal (Milan) | RH Brown Sport             | -                    |                         |                  |                            |
| Cadix              | 1994  | Correio da Manha (Lisbonne)       | CP Virgili de Càdiz            | Poligran (Moscou)        | Bat (Havirov)              | Glasig (Cassovie)        | Mistral (Grenoble 38)         | Agro (Kishinev)               | RH Brown Sport             | -                    |                         |                  |                            |
| Cadix              | 1995  | Puerto Santa Maria (Hogarsur)     | Belomar (Lisbonne)             | Spartak (Moscou)         | PD Senica                  | Plastik (Tiraspol)       | Mistral (Grenoble)            | Mikeska (Ostrava)             | Sporting Turro (Milan)     | Lokomotiv (Vitebsk)  |                         |                  |                            |
| Havirov            | 1996  | PD Senica                         | Poligran (Moscou)              | Bat (Havirov)            | Atlant (Minsk)             | CD Palicrisa (Badajoz)   | AFB Boudeme (Martigues 13)    | -                             | -                          | -                    |                         |                  |                            |
| Guimarães          | 1997  | FJ Antunes-Lasa (Lasa)            | CD Palicrisa(Badajoz)          | Koncentrat (Yakoutie)    | AFB Boudeme (Martigues 13) | Izolex-Brasil (Cassovie) | Poezmy Stabvy (Prerov)        | Energetik (Vitebsk)           | Plastik-Sheriff (Tiraspol) | -                    |                         |                  |                            |
| Sousel             | 1998  | G.D. 1 De Maio(Barreiro)          | Spartak (Moscou)               | Izolex-Brasil (Cassovie) | Teisseire (Grenoble 38)    | -                        | -                             | -                             | -                          | -                    |                         |                  |                            |
| Ibiza              | 1999  | Almaz (Mirny)                     | FJ Antunes (Lasa)              | Gasifred AT (Ibiza)      | Atlant (Minsk)             | SK Sico                  | Perpetuum (Bratislava)        | Alliance                      | Mistral (Grenoble 38)      | -                    |                         |                  |                            |
| Pas d'édition      | 2000  | -                                 | -                              | -                        | -                          | -                        | -                             | -                             | -                          | -                    |                         |                  |                            |
| Moscou             | 2001  | Vorto-Spartak-2(Spartak-Alliance) | Energetik Novolukoml           | Almaz (Mirny)            | Medvedi Olympia (Hostice)  | Izolex (Cassovie)        | AFB Boudeme (Martigues 13)    | -                             | -                          | -                    |                         |                  |                            |
| Košice             | 2002  | Spartak (Moscou)                  | Spartak (Vitebsk)              | Izolex (Cassovie)        | Chemcomex Prague           | Tegamar                  | Lombardia                     | -                             | -                          | -                    |                         |                  |                            |
| Moscou             | 2003  | Dinamo (Moscou)                   | Almaz-Alrosa (Mirny)           | Slov-Matic (Bratislava)  | Refordenia (Dénia)         | Jerevan (Slavichin)      | Spartak Universitet (Vitebsk) | -                             | -                          | -                    |                         |                  |                            |
| Solnetchnogorsk    | 2004  | Almaz-Alrosa (Mirny)              | Ellast (Novolukoml)            | Chemcomex (Prague)       | Shturm (Yalta)             | Santana (Lisbonne)       | -                             | -                             | -                          | -                    |                         |                  |                            |
| Luhacovice         | 2005  | Almaz (Mirny)                     | Jerevan S (Lavicin)            | Refordenia (Alicante)    | FK Sant Pau de Seguries    | Cernomorec (Malorecensk) | Ellolast (Novolukoml)         | -                             | -                          | -                    |                         |                  |                            |
| Torrevieja         | 2006  | Koncentrat (Nerjunri)             | Promociones (Carthagène)       | CE Brasil (Barcelone)    | VPS Novabrick Policka      | Solo Electric (Sydney)   | -                             | -                             | -                          | -                    |                         |                  |                            |
| Antalya            | 2007  | Dinamo (Moscou)                   | Donbas (Doneck)                | Vitba (Vitebsk)          | Sant Pau (Seguries)        | Chemcomex (Prague)       | Baltic Futsal (Londres)       | -                             | -                          | -                    |                         |                  |                            |
| Albena             | 2008  | Dinamo (Moscou)                   | T.R. Ekaterinburg              | Ochrana (Minsk)          | Dinamo Donbas (Doneck)     | Comforsa Ripoll EFS      | Nadin Plovdiv (Sofia)         | SC Premium Stonava (Havířov)  | Carqueiranne CS 83         | -                    |                         |                  |                            |
| Albena             | 2009  | Dinamo (Moscou)                   | Chemcomex (Prague)             | Zorkiy (Krasnogorsk)     | VRZ (Gomel)                | Espardenya (Masquefa)    | RK FRAGE (Trenčín)            | Beaucaire Futsal (30)         | Atletic (Burgas)           | -                    |                         |                  |                            |
| Minsk              | 2010  | Podvodnik (Jaroslavi)             | Belkommunmash (Minsk)          | Dinamo (Moscou)          | Okhrana (Minsk)            | T.R. (Ekaterinbourg)     | Sud OSSETIE Alany (Tsinkhval) | VPS (Novabrik)                | CFS (La Garriga)           | CAFOR (74)           |                         |                  |                            |
| Kaliningrad        | 2011  | Spartak (Moscou)                  | Chemcomex (Prague)             | SKO Daddy (Kaliningrad)  | Belkommunmash (Minsk)      | AMS Bastia Futsal        | Busel FC                      | Premium (Stonava)             | Stavanger Futsal           | -                    |                         |                  |                            |
| Otrokovitce        | 2012  | VRZ Gomel                         | Chemcomex (Prague)             | SMR Plus (Zlin)          | Volga (Saratov)            | Spartak (Moscou)         | Liriso (Zilina)               | Comforsa Ripoll EFS           | Vauvert Futsal (30)        | Stavanger Futsal     | Viribus Napoli          | KSI Kristiansand |                            |
| Gomel              | 2013  | VRZ Gomel                         | Dinamo Moscow                  | Ohrana-Dinamo            | Chemcomex Prague           | SQ.BY                    | SKA                           | Romorantin                    | Stork                      | Flash Rodilhan-Nimes | Knorpel                 | Dinamo-Dniester  | Comforsa Ripoll EFS        |
| Lloret del Mar     | 2014  | Chemcomex Praha                   | Dinamo Moscow                  | Volga (Saratov)          | VPS Novabrik Policka       | Comforsa Ripoll EFS      | C.F. Esplais                  | Electricidad Jolma            | West Wing Bergen           | Vinos Tomillar       | Marcouville City futsal | Hoellen Futsal   |                            |
| Valtice            | 2015  | Lipino Žilina                     | Chemcomex Praha                | Volga (Saratov)          | SMR futsal Zlín            | torpedo MAMI Moskva      | VPS Novabrik Polička          | AIST Pinsk                    | Marcouville City futsal    | Gioia B2Balance Brno | Alella FS               | CF Esplais       | USR futsal Chateau Renault |
| Lloret del Mar     | 2016  | Volga (Saratov)                   | Amanat                         | SMR futsal Zlín          | C.F. Esplais               | Taberna de Praga Futsal  | USR futsal Chateau Renault    | Paparazzi Alella              | Chemcomex Praha            | Lainate Futsal       | Tomshin                 |                  |                            |
| Rimini             | 2017  |                                   |                                |                          |                            |                          |                               |                               |                            |                      |                         |                  |                            |
|                    |       |                                   |                                |                          |                            |                          |                               |                               |                            |                      |                         |                  |                            |
| Nantes             | 2022  | US renaudine                      | FC Picasso                     | Futsal Beats Barcelone   | Novara Voluntas            |                          |                               |                               |                            |                      |                         |                  |                            |

### Détails du palmarès féminin
| Lieu   | Année | Champion             | Vice-champion        | Troisième              | Quatrième    | Cinquième         | Sixième  | Septième | Huitième | Neuvième         |
| ------ | ----- | -------------------- | -------------------- | ---------------------- | ------------ | ----------------- | -------- | -------- | -------- | ---------------- |
| Blanes | 2012  | Torpedo Moscou       | FSF Nijar            | TEIA Futbol            | FSF Sitges   | Euskadi Idiazabal | Calamina | Milano   | Riazan   | TEIA Futbol Cine |
| Nantes | 2022  | Nantes MF            | Futsal marguerittois | Futsal Beats Barcelone |              |                   |          |          |          |                  |
| Milan  | 2023  | Futsal marguerittois | Teìa F5              | Olympique rivois       | Arona Futsal |                   |          |          |          |                  |